# Température de transition vitreuse

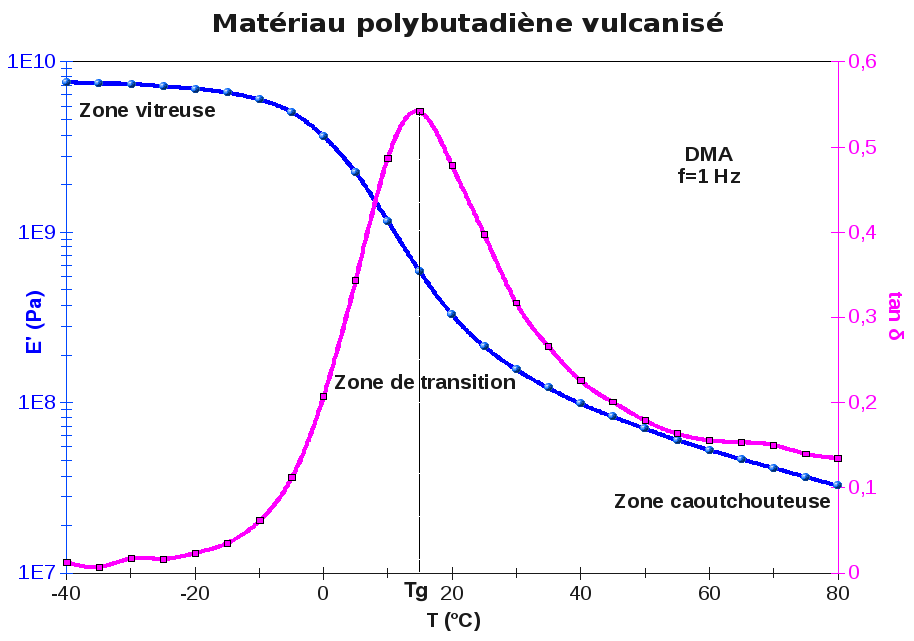
Au passage de la Tv, le module de Young des élastomères varie considérablement.

En termes de propriétés physiques, la température de transition vitreuse (Tv, en anglais : Tg pour glass) d'une matière est souvent décrite comme représentant l'intervalle de température à travers lequel la matière passe d'un état caoutchouteux à un état vitreux, solide (rigide).
La température de transition vitreuse reste l'un des principaux mystères de la science des matériaux. C'est un paramètre difficile à cerner. Aucune théorie (dont celle fondée sur le volume libre, sur la thermodynamique, sur la cinétique, ou plus récemment sur des statistiques complexes, sur un modèle de paysage d'énergie) ne parvient à expliquer entièrement le phénomène macroscopique qui se produit au voisinage de Tv. La température de transition vitreuse dépend de nombreux facteurs, dont la structure moléculaire ; sa mesure exacte n'est pas aisée.
« Les phénomènes physiques qui interviennent dans la transition vitreuse restent l'un des plus fascinants mystères en science des matériaux et en physique de la matière condensée. »
— Salvatore Torquato

## Généralités
La Tv caractérise la phase amorphe d'un polymère ou d'un verre :
- dans le cas d'un polymère, c'est un phénomène lié à des mouvements de segments de chaînes macromoléculaires situées dans les domaines amorphes ;
- dans le cas d'un polymère semi-cristallin, le mouvement des chaînes de la phase amorphe a lieu à la Tv, tandis que le mouvement des chaînes de la phase cristalline est initié à la température de fusion (Tf).

En deçà de cette température, les molécules présentent une faible mobilité relative. La température de transition vitreuse correspond donc à un changement des propriétés mécaniques du matériau. Lorsqu'elle est franchie, le matériau acquiert une plus grande capacité de déformation.
La Tv d'un polymère est un indicateur utile pour la flexibilité, et peut ainsi faciliter, au sein d'une gamme, la sélection du grade le plus approprié pour une application considérée. Par exemple, pour des latex appartenant au même groupe d'élastomère, le grade possédant la plus basse Tv pourra apporter plus de souplesse à une température donnée et rester flexible à des températures plus basses.
Pour les verres minéraux (ou inorganiques) tels le verre de silice (SiO2), elle est définie comme étant le milieu de l'intervalle de température dans lequel ils deviennent progressivement plus visqueux et passent de l'état liquide à l'état solide.
Les polymères thermoplastiques (non réticulés) amorphes sont caractérisés par leur température de transition vitreuse. Ils n'ont pas de température de fusion : ils se ramollissent (Tr est la température de ramollissement) au-delà d'une certaine température.
Les polymères thermoplastiques semi-cristallins présentent une morphologie plus complexe, avec coexistence de phases amorphes et cristallines en proportions variables. Ils possèdent une température de fusion des zones cristallines, Tf (Tm en anglais, pour melt). Au-delà de celle-ci, leur structure devient amorphe. De tels plastiques montrent souvent une température Tv (qui est toujours inférieure à Tf). La transition vitreuse est toutefois moins marquée que celle des matériaux amorphes.
En dessous de Tv, sur le plateau vitreux, les matériaux sont rigides, peu ductiles et souvent cassants. Ils peuvent se fissurer ou se briser en éclats.
Les corps purs de faible poids moléculaire tels l'eau n'ont qu'une température de transition à l'état solide : en dessous de celle-ci, ce sont des solides cristallins (ou de la glace amorphe si le refroidissement en dessous de Tv est assez rapide) et au-dessus, ce sont des liquides.
Au-dessus de Tv les « liaisons faibles » entre les chaînes des polymères deviennent fragiles sous l'action de l'agitation thermique, le polymère devient souple et capable de se déformer élastiquement ou plastiquement sans rupture. Cette propriété justifie en partie l'utilité de la plupart des plastiques.
Un tel comportement n'existe pas pour les plastiques thermodurcissables (après réticulation). Du fait de leur rigidité, ils se briseront en éclats sous l'effet d'une contrainte plutôt que se déformer. Ils ne pourront plus être fondus par un chauffage éventuel.
La connaissance de Tv présente, dans la pratique, un intérêt majeur car elle conditionne la mise en forme des matériaux. En effet, en dessous de cette température, les matériaux sont durs. Les élastomères, tels le styrène-butadiène, sont utilisés au-delà de leur Tv, tandis que les polymères thermoplastiques amorphes, comme le polystyrène, sont utilisés en dessous. Les polymères semi-cristallins, tels le polypropylène isotactique, sont utilisés à une température située entre la Tv de leur phase amorphe et la Tf de leur phase cristalline.
La Tv d'un polymère peut être diminuée par l'ajout de plastifiants.

## Paramètres influençantTv
Elle dépend de :
- la structure du polymère. Celle-ci a une incidence majeure sur la Tv. Par exemple, des groupes flexibles tels les liaisons éther augmentent la flexibilité des chaînes et réduisent la valeur Tv ; des groupes rigides tels le phényle l'augmentent ;
- la masse molaire et la distribution des masses molaires ;
- la vitesse de chauffage/refroidissement et de déformation ; plus les vitesses de chauffage/refroidissement ou de sollicitation sont élevées, plus la valeur Tv est grande ;
- la pression[2],[3] : en effet, si le polymère est comprimé, le volume libre des chaînes diminue, elles « s'accrochent entre elles » ; Tv augmente avec P à des valeurs variant de 2 à 44 °C/1 000 atm (soit 2 × 10−8 à 4,4 × 10−7 K/Pa).

## Mesure
De très nombreuses propriétés physiques (masse volumique, coefficient de dilatation, chaleur spécifique, constantes élastiques telles le module de Young, viscosité, conductivité thermique, indice de réfraction, etc.) peuvent varier de façon notable au voisinage de la Tv et peuvent être utilisées pour sa mesure.
La température de transition vitreuse d'un matériau peut être mesurée par l'analyse thermique différentielle, ou méthode DSC (Differential Scanning Calorimetry), qui est la technique statique la plus couramment employée à cet effet.
L'analyse mécanique dynamique (DM(T)A), précise, est aussi utilisée. Elle peut résoudre les faibles transitions secondaires (transitions β et γ). De nombreux polymères présentent ces transitions sous-vitreuses (observées à T < Tv) qui sont généralement dues à des mouvements de groupes latéraux ou de certains segments de chaînes.
Le tableau suivant donne les températures de transition vitreuse de quelques polymères. Ce sont des ordres de grandeur, car la Tv est une quantité mal définie, en particulier du fait qu'elle dépende de la vitesse de chauffage/refroidissement et de déformation, et donc de la méthode de mesure.
Pour un polymère semi-cristallin tel le polyéthylène dont le taux de cristallinité est de 60-80 % à température ambiante, la température de transition vitreuse indiquée correspond à celle de la partie amorphe du matériau lorsque la température baisse.
| Polymère                                       | Tv (°C) (valeur moyenne) |
| ---------------------------------------------- | ------------------------ |
| Polydiméthylsiloxane (PDMS)                    | −120                     |
| 1,4-cis-polybutadiène (BR)                     | −112                     |
| Polyéthylène (PE)                              | −110 (transition γ)      |
| Caoutchouc naturel (NR)                        | −73                      |
| Polyisobutylène (PIB)                          | −68                      |
| Styrène-butadiène (SBR)                        | −55                      |
| Néoprène (polychloroprène, CR)                 | −50                      |
| 1,4-trans-polybutadiène (BR)                   | −20                      |
| 1,2-polybutadiène (BR)                         | −12                      |
| Polypropylène isotactique (PPi)                | −10 à 0                  |
| Poly(acétate de vinyle) (PVA ou PVAc)          | 32                       |
| Polyamide 11                                   | 46                       |
| Polyamide 6.10                                 | 50                       |
| Polyméthylpentène (PMP)                        | 50                       |
| Polyamide 6                                    | 52                       |
| Polyamide 12                                   | 55                       |
| Polyamide 6.6                                  | 57                       |
| Cire naturelle                                 | 60                       |
| Poly(téréphtalate d'éthylène) (PET)            | 69                       |
| Polyamide 4.6                                  | 80                       |
| Poly(chlorure de vinyle) (PVC)                 | 80                       |
| Poly(alcool vinylique) (PVAl)                  | 85                       |
| Polystyrène (PS)                               | 100                      |
| Polyacrylonitrile (PAN)                        | 105                      |
| Poly(méthacrylate de méthyle) (PMMA) atactique | 108                      |
| Polycarbonate (PC)                             | 150                      |